# Чемпіонат УРСР із шахів 1985 (жінки)
45-й чемпіонат України із шахів серед жінок, що проходив у Херсоні з 6 по 23 вересня 1985 року.

## Загальна інформація про турнір
Чемпіонат відбувався у приміщенні Палацу культури річковиків ім. Шмідта у Херсоні. Головний суддя турніру — Л. А. Островський (міжнародна категорія, Київ).
Турнір проводився за коловою системою за участі 14 шахісток.
Склад учасниць один з найсильніших за останні роки, зокрема: чемпіонка України 1971 року, учасниця фінального матчу претенденток на першість світу, член збірної команди СРСР — переможниці шахової олімпіади — міжнародний гросмейстер Лідія Семенова; переможниця чемпіонату України 1980 року, призер фіналів чемпіонатів СРСР 1983 та 1984 років міжнародний майстер Лариса Мучник; молоді шахістки зі Львова Зоя Лельчук та Ірина Челушкіна (чемпіонка України 1982 року), яким наприкінці серпня 1985 року конгресом ФІДЕ присвоєно звання міжнародних майстрів; чемпіонка України 1979 року Олена Титова.
У турнірі взяли участь п'ятеро шахісток з першої десятки рейтингу УРСР, зокрема: 1-й номер — Лідія Семенова, а також Ірина Челушкіна (3-й номер), Зоя Лельчук (6), Лариса Мучник (8) та Олена Седіна (10).
Вдруге чемпіонкою України стала шахістка з Миколаєва Лариса Мучник. Вже після 6-го туру, маючи 5½ очок, вона зробила вагому заявку на перемогу. І хоча у наступних семи турах Мучник зуміла набрати лише 4 очки її перевага була переконливою. Весь турнір Лариса Мучник пройшла без жодної поразки.
В останніх двох турах точилася вперта боротьба за призові місця. Найкраще виступили молоді киянки Олена Седіна та Катерина Боруля, які посіли відповідно друге та третє місця.
Із 91 зіграної на турнірі партії  — 58 закінчилися перемогою однієї зі сторін (63,7 %), внічию завершилися 33 партії.

## Турнірна таблиця
| №  | Учасник                | Місто     | Вік | Звання | Рейтинг мж / нац | 1 | 2 | 3 | 4 | 5 | 6 | 7 | 8 | 9 | 10 | 11 | 12 | 13 | 14 |  | + | − | = | Очки | Дод   | Місце  |
| -- | ---------------------- | --------- | --- | ------ | ---------------- | - | - | - | - | - | - | - | - | - | -- | -- | -- | -- | -- |  | - | - | - | ---- | ----- | ------ |
| 1  | Лариса Мучник          | Миколаїв  | 29  | мм     | 2105 / 2215      |   | ½ | ½ | ½ | ½ | 1 | 1 | 1 | ½ | 1  | 1  | ½  | 1  | ½  |  | 6 | 0 | 7 | 9½   |       | Gold   |
| 2  | Олена Седіна           | Київ      | 17  | мс     | 2055 / 2169      | ½ |   | 1 | 0 | 1 | 0 | ½ | 0 | 1 | 1  | ½  | 1  | 1  | 1  |  | 7 | 3 | 3 | 8½   |       | Silver |
| 3  | Катерина Боруля        | Київ      | 15  | кмс    | - / 2050         | ½ | 0 |   | 0 | 1 | ½ | ½ | ½ | ½ | ½  | 1  | ½  | 1  | 1  |  | 4 | 2 | 7 | 7½   |       | Bronze |
| 4  | Олена Титова           | Київ      | 22  | мс     | 1975 / 2215      | ½ | 1 | 1 |   | 0 | ½ | ½ | ½ | 0 | ½  | 0  | 1  | 1  | ½  |  | 4 | 3 | 6 | 7    | 45,50 | 4      |
| 5  | Ірина Челушкіна        | Львів     | 24  | мм     | 2190 / 2268      | ½ | 0 | 0 | 1 |   | 1 | ½ | 1 | ½ | 1  | 0  | 1  | ½  | 0  |  | 5 | 4 | 4 | 7    | 45,00 | 5      |
| 6  | Зоя Лельчук            | Львів     | 24  | мм     | 2115 / 2267      | 0 | 1 | ½ | ½ | 0 |   | ½ | 1 | 1 | ½  | 0  | 0  | 1  | 1  |  | 5 | 4 | 4 | 7    | 43,25 | 6      |
| 7  | Лідія Семенова         | Київ      | 33  | мг     | 2275 / 2294      | 0 | ½ | ½ | ½ | ½ | ½ |   | ½ | 1 | 1  | 0  | 0  | 1  | 1  |  | 4 | 3 | 6 | 7    | 42,25 | 7      |
| 8  | Ірина Сон              | Запоріжжя | 23  | мс     | 2030 / 2168      | 0 | 1 | ½ | ½ | 0 | 0 | ½ |   | 1 | 0  | 1  | 1  | ½  | ½  |  | 4 | 4 | 5 | 6½   |       | 8      |
| 9  | Анжела Борсук          | Херсон    | 18  | кмс    | - / 2050         | ½ | 0 | ½ | 1 | ½ | 0 | 0 | 0 |   | 1  | ½  | 1  | ½  | ½  |  | 3 | 4 | 6 | 6    | 37,30 | 9      |
| 10 | Любов Жильцова-Лисенко | Київ      | 28  | мс     | - / 2158         | 0 | 0 | ½ | ½ | 0 | ½ | 0 | 1 | 0 |    | 1  | 1  | ½  | 1  |  | 4 | 5 | 4 | 6    | 34,00 | 10     |
| 11 | Поліна Кагановська     | Київ      |     | кмс    | - / 2050         | 0 | ½ | 0 | 1 | 1 | 1 | 1 | 0 | ½ | 0  |    | 0  | ½  | 0  |  | 4 | 6 | 3 | 5½   |       | 11     |
| 12 | Любов Боруля           | Київ      | 15  | кмс    | - / 2050         | ½ | 0 | ½ | 0 | 0 | 1 | 1 | 0 | 0 | 0  | 1  |    | 0  | 1  |  | 4 | 7 | 2 | 5    |       | 12     |
| 13 | Світлана Стручкова     | Ялта      | 22  | кмс    | 1945 / 2126      | 0 | 0 | 0 | 0 | ½ | 0 | 0 | ½ | ½ | ½  | ½  | 1  |    | 1  |  | 2 | 6 | 5 | 4½   |       | 13     |
| 14 | Тетяна Розенфельд      | Харків    | 18  | кмс    | - / 2050         | ½ | 0 | 0 | ½ | 1 | 0 | 0 | ½ | ½ | 0  | 1  | 0  | 0  |    |  | 2 | 7 | 4 | 4    |       | 14     |

| Легенда таблиці | Легенда таблиці        | Легенда таблиці | Легенда таблиці         | Легенда таблиці | Легенда таблиці | Легенда таблиці | Легенда таблиці | Легенда таблиці | Легенда таблиці |
| --------------- | ---------------------- | --------------- | ----------------------- | --------------- | --------------- | --------------- | --------------- | --------------- | --------------- |
|                 | Партія білими фігурами |                 | Партія чорними фігурами | 1               | перемога        | ½               | нічия           | 0               | поразка         |